# Новояркуль
Новояркуль — посёлок в Чановском районе Новосибирской области. Входит в состав Озеро-Карачинского сельсовета.

## География
Площадь посёлка — 70 гектаров.

## История
В 1976 г. Указом Президиума ВС РСФСР посёлок  подсобного хозяйства курорта переименован в Новояркуль.

## Население
| 2002 | 2007 | 2010 | 2011 | 2012 | 2013 | 2014 |
| ---- | ---- | ---- | ---- | ---- | ---- | ---- |
| 442  | ↗458 | ↘427 | ↗446 | ↘444 | ↘437 | ↗445 |
| 2015 |      |      |      |      |      |      |
| ↘439 |      |      |      |      |      |      |

## Инфраструктура
В посёлке по данным на 2007 год функционируют 1 учреждение здравоохранения и 1 учреждение образования.